# SNOLAB
SNOLAB — канадська підземна наукова лабораторія, що спеціалізується на фізиці нейтрино та темної матерії. Розташована на глибині 2 км в нікелевій шахті Крейтон компанії Вейл поблизу Садбері (Онтаріо), SNOLAB є доповнює наявні об'єкти, побудовані для початкового експерименту із сонячними нейтрино «Садберійська нейтринна обсерваторія» (SNO).

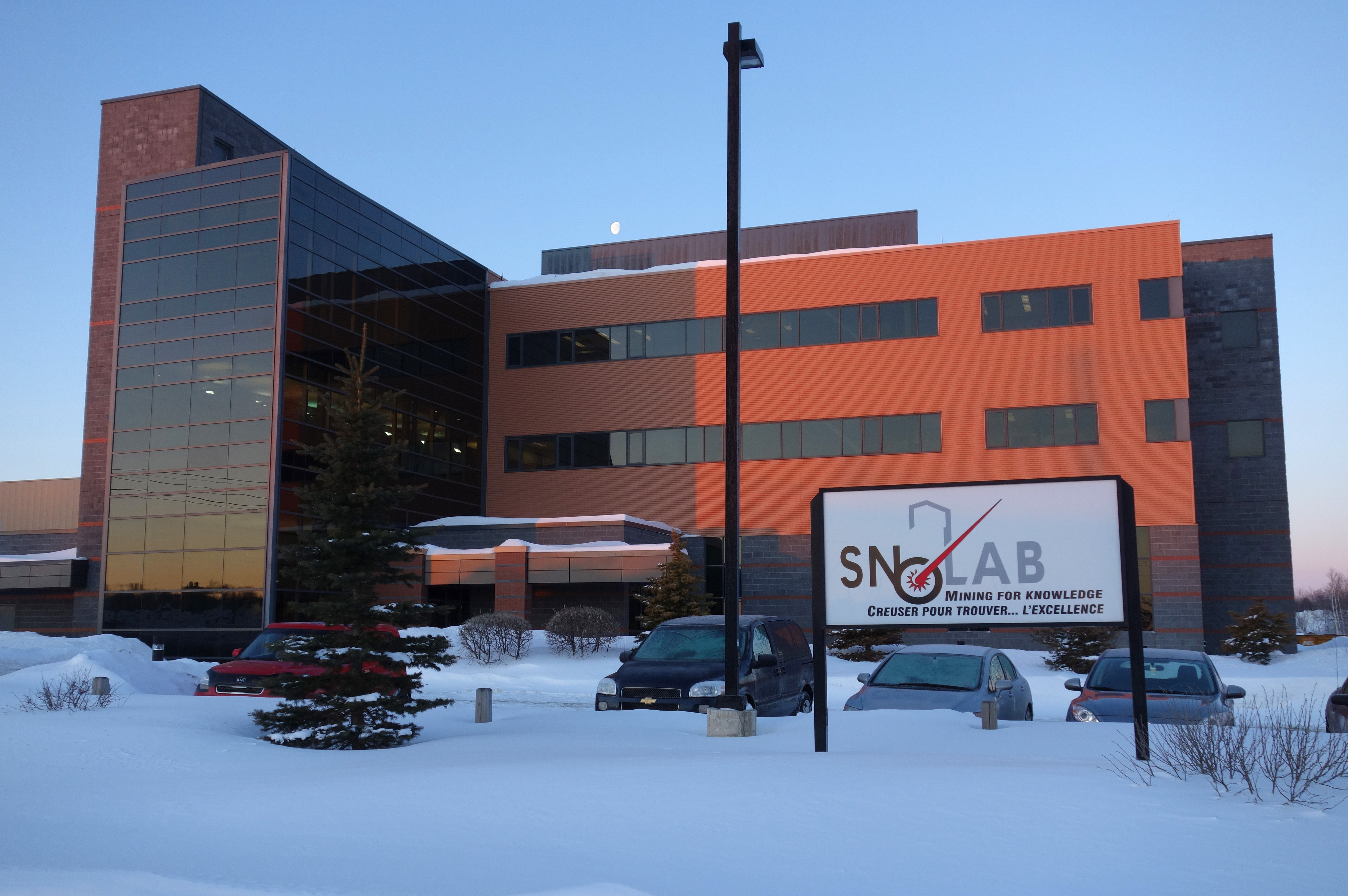
SNOLAB поверхнева будівля. Доступ до підземних споруд забезпечується через розташований неподалік шахтний ліфт, яким керує Vale Limited

SNOLAB — це найглибша у світі установа з чистим приміщенням, що діє. Хоча доступ до неї здійснюється через шахту, що діє, власне лабораторія підтримується як чиста кімната класу 2000 з дуже низьким рівнем пилу та радіаційного фону. 2070 м (6800 футів) породи над SNOLAB забезпечує екранування від космічних променів, рівне 6010 м водного еквівалента (МВЕ), створючи середовище з низьким фоном для експериментів, які вимагають високої чутливості та підрахунку надзвичайно малих кількостей. Поєднання великої глибини та чистоти, забезпечене в SNOLAB, дозволяє вивчати надзвичайно рідкісні взаємодії та слабкі процеси. На додаток до фізики нейтрино та темної матерії, SNOLAB також є місцем проведення біологічних експериментів у підземному середовищі.

## Історія
Після завершення експериментів на Золотих родовищах Колар із закриттям цієї шахти 1992 року, нейтринна обсерваторія в Садбері була найглибшим у світі підземним експериментом. Після найглибшої підземної лабораторії в Північній Америці на глибині 2100 MWE, і найглибший у світі на 4800 MWE, багато груп були зацікавлені в проведенні експериментів на глибині 6000 MWE.
2002 року Канадський фонд інновацій схвалив фінансування розширення об'єктів SNO до лабораторії загального призначення, а 2007 та 2008 року було ще отримано кошти.
Будівництво основної лабораторії завершено 2009 року, а вся лабораторія почала працювати як «чисте» приміщення в березні 2011 року.
SNOLAB — найглибша підземна лабораторія у світі, пов'язана від 2011 року з Китайською підземною лабораторією Цзіньпін (CJPL). Хоча над CJPL більше каменю (2.4 км), ефективна глибина для наукових цілей визначається потоком мюонів космічного випромінювання, а гірське розташування CJPL спричиняє більше проникнення мюонів збоку, ніж плоска розкривна порода SNOLAB. Виміряні потоки мюонів становлять 0.27 μ/м²/добу (3.1×10−10 μ/см²/с) у SNOLAB, і 0.305±0.020 μ/м²/добу ((3.53±0.23)×10−10 μ/см²/с) на CJPL, що близько до точності вимірювань. (Для порівняння, потік на поверхні, на рівні моря, становить близько 15×106 μ/м²/добу.)
Перевагою CJPL є менша кількість радіоактивних ізотопів у навколишній породі.

## Експерименти
Станом на  листопад 2019 року, на SNOLAB проводять такі експерименти:

### Детектори нейтрино
- SNO+ — нейтринний експеримент, що використовує оригінальну експериментальну камеру SNO, але з використанням, замість важкої води, рідкого сцинтилятора з лінійного алкілбензену. Це збільшує вихід світла, а отже, й чутливість, дозволяючи SNO+ виявляти не лише сонячні нейтрино, але й геонейтрино та реакторні нейтрино. Кінцевою метою SNO+ є спостереження безнейтринного подвійного бета-розпаду (0vbb).
- HALO (Обсерваторія гелію та свинцю) — детектор нейтрино, який використовує кільцеподібні свинцеві блоки для виявлення нейтрино від наднових у нашій галактиці[13][14]. HALO є частиною системи раннього попередження про наднову (SNEWS), міжнародного проєкту щодо чутливих до нейтрино детекторів, який дозволяє астрономам спостерігати перші фотони, видимі після колапсу наднової зорі[15].

### Детектори темної матерії
- DAMIC (англ. Dark Matter in Charged Coupled Devices — Темна матерія в приладах із зарядовим зв'язком (ПЗЗ)) — детектор темної матерії, який використовує ПЗЗ великої товщини для отримання зображень із довгою експозицією частинок, що проходять через детектор. Різні частинки мають відомі ознаки, і DAMIC покликаний допомогти знайти щось нове, що могло б сигналізувати про частинки темної матерії[16][17][18][19].
- DEAP[en]-3600 (англ. Dark Matter Experiment using Argon Pulse-shape Discrimination — Експеримент щодо темної матерії з використанням розпізнавання форми імпульсу аргону) — детектор темної матерії другого покоління, що використовує 3600 кг рідкого аргону. Експеримент спрямований на виявлення частинок темної матерії, схожих на вімпи, за допомогою аргонової сцинтиляції — невеликої кількості світла, що виявляється надзвичайно чутливими фотопомножувачами[20][21][22].
- PICO 40L — експеримент із пошуку темної матерії з бульбашковою камерою третього покоління[10][23], який є об'єднанням колишніх спільних проектів PICASSO та COUPP[24][25]. PICO працює з використанням перегрітих рідин, які утворюють маленькі бульбашки, коли накопичується енергія взаємодії частинок. Потім ці бульбашки виявляються високошвидкісними камерами та надзвичайно чутливими мікрофонами[26].

### Біологічні експерименти
- FLAME (англ. Flies in A Mine Experiment — Мухи в шахтовому експерименті) — біологічний експеримент із використанням плодових мушок як модельного організму для дослідження фізичної реакції на роботу під землею в умовах підвищеного атмосферного тиску[27].
- REPAIR — (англ. Researching the Effects of the Presence and Absence of Ionizing Radiation — Дослідження ефектів присутності та відсутності іонізаційного випромінювання) — біологічний експеримент, який досліджує вплив низького радіаційного фону на ріст, розвиток і механізми відновлення клітин[28].

### Проєкти, що будуються
- SuperCDMS (англ. Super-Cryogenic Dark Matter Search — Суперкріогенний пошук темної матерії) — детектор темної матерії другого покоління, який використовує кристали кремнію та германію, охолоджені до 10 мК, частки градуса вище абсолютного нуля . Цей експеримент спрямований на виявлення частинок темної матерії з малою масою через дуже невелике відкладення енергії в кристалі від зіткнень частинок, що призводить до вібрацій, які виявляють датчики[29][30][31][32].
- NEWS-G (англ. New Experiments with Spheres–Gas — Нові експерименти зі сферами–газом) — сферичний пропорційний електростатичний детектор темної матерії другого покоління, який використовує благородні гази в газоподібному стані, на відміну від зріджених благородних газів, які використовуються в DEAP-3600 і miniCLEAN. Оригінальний експеримент NEWS розташований у Моданській підземній лабораторії[fr][33][34].

### Припинені експерименти
- Початковий експеримент нейтринної обсерваторії Садбері на основі важкої води.
- Підземний проєкт POLARIS[en] у SNOLAB (PUPS), який передбачає спостереження за сейсмічними сигналами в глибині дуже твердих порід.
- Пошук темної матерії в бульбашковій камері COUPP першого покоління масою 4 кг[35][36][37][38][39].
- Пошук темної матерії DEAP-1[38][37].
- Пошук темної матерії PICASSO[40][4].
- Детектор темної матерії MiniCLEAN (Cryogenic Low-Energy Astrophysics with Noble liquids[en])[10]:24–32.

### Майбутні проєкти
Плануються експерименти, що вимагають лабораторного простору, такі як наступне покоління nEXO, і експеримент COBRA з пошуку безнейтринного подвійного бета-розпаду. Також є плани щодо більшого детектора PICO-500L.
Загальні розміри підземних приміщень СНОЛАБ, включно з господарськими приміщеннями та приміщеннями для персоналу, становлять:
|               | Розкопано                | Чиста кімната            | Лабораторія              |
| Площа підлоги | 7215 м² 77 636 ft²       | 4942 м² 53,180 ft²       | 3055 м² 32 877 ft²       |
| Об'єм         | 46 648 м³ 1 647 134 фут³ | 37 241 м³ 1 314 973 фут³ | 29 555 м³ 1 043 579 фут³ |